# 浜辺村
浜辺村（はまべむら）は福島県信夫郡にあった村。

## 概要
福島町に編入されるまでの15年間のみ存在した。現在の福島市中心部の北東側一帯、阿武隈川左岸にあたる。

## 地理
- 河川：阿武隈川、松川
- 山岳：信夫山

## 歴史
- 1889年（明治22年）4月1日 - 町村制の施行により、腰浜村、小山荒井村および五十辺村の大部分の区域をもって発足。
- 1904年（明治37年）4月1日 - 福島町に編入。同日浜辺村廃止。
- 1907年（明治40年）4月1日 - 福島町が市制施行して福島市となる。

## 交通

### 鉄道
1908年から1971年まで福島交通飯坂東線（信達軌道、大日本軌道福島支社、信達軌道、福島電気鉄道と変遷）が通過したが、当時は未開業。

### 道路
- 国道6号（奥州街道、現：旧国道4号）
- 川俣街道（現：国道114号）
- 中村街道（現：国道115号）